# Segona guerra de Transoxiana (1388-1389)
La segona guerra de Transoxiana fou la que es va lliurar el 1388-1389 quan les tropes de l'Horda d'Or liderada per Toktamix van tornar a envair Transoxiana com ja havien fet el 1387-1388 i es van enfrontar a les forces de Tamerlà.
Tamerlà havia acabat la campanya de Coràsmia i liquidat la revolta de Muhammad Mireke i dels Boroldai (finals de 1388) i els amirs i soldats van poder anar a passar el hivern amb les seves famílies. Les hordes de Toktamix feia ja al menys tres mesos que havien abandonat Mawara al-Nahr i el país estava tranquil. Però sobtadament, al bell mig del hivern (finals del 1388 o inicis del 1389) Toktamish va tornar amb els seus; un exèrcit nombrós va entrar altre cop a Transoxiana després de creuar el Sir Darya i no semblava que es volguessin aturar, tot i les adverses condicions del temps. El pànic es va apoderar de la gent. Els consellers de Timur li recomanaven no combatre en aquestes condicions quan el principal cos de l'exèrcit s'havia retirat a les seves llars i estava repartit per diversos llocs; fins i tot si hi havia soldats que podien ser cridats, el temps feia les condicions de lluita poc favorables. Era millor esperar a Samarcanda l'arribada de la primavera. Toktamish s'exposaria a si mateix i als seus homes als elements climatològics mentre atacava les zones perifèriques amb uns resultats relativament inofensius en que les pèrdues serien mínimes; els de Timur no podien obtenir res per atacar, mal preparats i motivats només per la ràbia. Però Timur no era partidari de les guerres defensives. El seu estil era atacar i mes quan l'honor estava en joc. Va reunir les forces que va poder a Shahr-i-Sabz (la Ciutat Verda) i va marxar cap al nord en etapes de nit. Els cavalls avançaven amb neu fins a la panxa. L'exèrcit de Timur va arribar a l'avantguarda de les forces de Toktamish i va aconseguir derrotar-los i conduir-les de nou a l'altre costat del Sir Darya; molts van morir al riu quan fugien. Un secretari d'estat de Toktamish, Ardi Birdi, fou fet presoner i Timur el va agafar al seu servei i li va concedir favors. Llavors va començar una intensa nevada que va fer desaparèixer la visibilitat i els cavalls van perdre el camí; el campament gairebé no protegia del intens fred. L'expedició es va haver d'aturar. Timur va retornar a Samarcanda el febrer de 1389 i va acampar a Akar entre Samarcanda i Kish.
A la primavera la lluita es va reprendre. Les tropes timúrides, vingudes de totes les províncies, van construir un pont al riu Sihun (març de 1389). L'avantguarda fou posada sota comandament de Timur Kutluq (fill d'Urus Khan i enemic de Toktamish), Sevinjik Bahadur i Osman Bahadur. Van buscar a l'enemic i en van trobar algun grup dispers al que van atacar i van matar alguns però bona part es va salvar creuant el riu Artsh, afluent del Sihun. Pel seu costat Toktamish, de concert amb el kan de Mogolistan, Kamar al-Din, va envair la vall de Fergana i va atacar Sabran, defensada per Genger Shah, Lal i Kutxin i la va assetjar, però com que la defensa era aferrissada va desistir de ocupar-la i es va retirar. Va saquejar Yassi i va acampar a les estepes. Encara es va produir alguna altre escaramussa menor, en concret les mes importants a Sarek Uzan, a la riba del Artsh (que desaigua al Sihun) i a Kirba Derkan. El campament imperial es va establir a Aksuma; quan es va aixecar va marxar en direcció a Ozen Shakel arribant a Bilen; després d'acampar aquí, van seguir endavant i van arribar a Sarek Uzan des de on, via Kurgun, van arribar a Alkuchun